# Беловежская Пуща (водохранилище)
Беловежская Пуща — водохранилище в Брестской области Белоруссии, на реке Переволока, на расстоянии 12 км от устья.

## Цели создания и использование
Водохранилище создано в 1964 году по проекту Белгипроводхоза, для нужд национального парка Беловежская пуща. Находится возле деревни Ляцкие Каменецкого района на реке Переволока. Русловое водохранилище сезонного регулирования. Место гнездования дикой птицы, ведётся также выращивание рыбы

## Морфология
Площадь зеркала водохранилища — 3,3 км², длина — 3,5 км, ширина: максимальная — 1,5 км, средняя — 0,96 км. Средняя глубина — 0,7 метра. Объем полный — 2,1 млн м³. Разность отметок нормального подпорного уровня (НПУ) и уровня минимального объёма (УМО) — 0,4 метра. Ложе водохранилища покрыто торфом.
Характеристики водосбора в створе плотины (на расстоянии 12 км от устья реки): площадь 51 км², водосбор сильно заболочен, рельеф равнинный, большая часть покрыта лесами.
Гидроузел включает земляную плотину длиной 1870 метров, максимальной высотой 2,95 метра, шириной по гребню 6 метров, с железобетонными водосбросами и двумя водовыпусками.

## Гидрологические характеристики
Средний годовой сток за многолетний период 6,6 млн м³, в том числе в половодье (с марта по май) 3,3 млн м³. Питание реки — смешанное, с преобладанием снегового.

## Ихтиофауна
Ихтиофауна водоёма достаточно богата, там обитают щука, линь, карась,  ёрш, карп, язь, окунь.